# Pematang Sari
Pematang Sari is een bestuurslaag in het regentschap Ogan Komering Ilir van de provincie Zuid-Sumatra, Indonesië. Pematang Sari telt 1534 inwoners (volkstelling 2010).